# Brachycrotaphus sjostedti
Brachycrotaphus sjostedti is een rechtvleugelig insect uit de familie veldsprinkhanen (Acrididae). De wetenschappelijke naam van deze soort is voor het eerst geldig gepubliceerd in 1932 door Uvarov.
1. ↑  (en) Brachycrotaphus sjostedti op de IUCN Red List of Threatened Species.